# استان یونگویو
استان یونگویو (به اسپانیایی: Provincia de Yunguyo) یک استان در پرو است که در منطقه پونو واقع شده‌است. استان یونگویو ۲۹۰٫۲۱ کیلومتر مربع مساحت و ۵۰٬۶۷۲ نفر جمعیت دارد و ۳٬۸۲۶ متر بالاتر از سطح دریا واقع شده‌است.